# Thomas Faist (Musiker)
Thomas Faist (* 1957 in Memmingen) ist ein deutscher Jazzmusiker (Saxophon, Komposition).

## Leben und Wirken
Faist begann mit acht Jahren, Klavier zu spielen; er wechselte dann zur Trompete und mit zwölf Jahren zum Saxophon. Nach der Schule absolvierte er zunächst eine Ausbildung bei Sal Nistico an der Jazzschool München, um dann das Berklee College of Music zu besuchen. Er führte seine Studien dann am  Richard Strauss Konservatorium München zu Ende.
Nach Anfängen in der Soulband Ruby & the Mudflaps holte ihn Dusko Goykovich in die Munich Big Band, wo er an Radioproduktionen und einer Fernsehshow mit Etta Cameron beteiligt war. Seit 1978 gehörte er zum Sextett von Joe Haider, arbeitete aber in eigenen Formationen mit Harry Sokal, John Schröder, Costa Lukas, Larry Porter und Hermann Breuer. 1979 trat er mit dem Unique Munich Saxophone Choir (Roman Schwaller, Frank St. Peter, Leszek Zadlo, Roger Janotta, Erica Lindsay und Joe Nay) bei den Donaueschinger Musiktagen auf und spielte bei Klaus Weiss.
Mit dem Sextett von Christoph Baumann und Hämi Hämmerli war er 1982 international auf Tournee; beim Jazz Festival Zürich entstand eine Live-LP. Dann arbeitete er mit Günther Klatt und Paul Grabowsky und wurde 1984 Mitglied im Deutsch-Französischen-Jazzensemble unter Leitung von Albert Mangelsdorff und J. F. Jenny-Clark. In den nächsten Jahren trat er mit Harald Rüschenbaum, Gerry Hayes, Max Neissendorfer und den Bigbands von Al Porcino und Thilo Wolf auf. 
In seinem Quartett spielten zunächst Peter O’Mara, Henning Sieverts und Wolfgang Haffner, dann Walter Lang, Thomas Stabenow und Rick Hollander. Ab 1996 entstanden sechs Alben unter eigenem Namen, die auch seine Arbeiten als Komponist dokumentieren. 2003 gründete er sein Trio mit Helmut Nieberle und Sava Medan. Weiterhin arbeitet er mit Dani Felber.